# Aphylla spinula
Aphylla spinula är en trollsländeart som beskrevs av Jean Belle 1992. Aphylla spinula ingår i släktet Aphylla och familjen flodtrollsländor. IUCN kategoriserar arten globalt som otillräckligt studerad. Inga underarter finns listade i Catalogue of Life.